# Venzolasca
Venzolasca (korziško A Venzulà) je naselje in občina v francoskem departmaju Haute-Corse regije - otoka Korzika. Leta 1999 je naselje imelo 1.333 prebivalcev.

## Geografija
Kraj leži na severovzhodu otoka Korzike 28 km južno od središča Bastie.

## Uprava
Občina Venzolasca skupaj s sosednjimi občinami Castellare-di-Casinca, Loreto-di-Casinca, Penta-di-Casinca, Porri, Sorbo-Ocagnano in Vescovato sestavlja kanton Vescovato s sedežem v Vescovatu. Kanton je sestavni del okrožja Corte.

## Zanimivosti
- frančiškanski samostan iz 16. stoletja,
- župnijska cerkev Marijinega oznanenja,
- naravni rezervat Mucchiatana.